# Bhavnagar
Bhavnagar (gujarâtî : ભાવનગર - hindî : भावनगर) est une ville de l'État du Gujarat en Inde, chef-lieu du district du même nom, et capitale d'un ancien État princier des Indes.

## Géographie
Bordée par l'océan Indien, Bhavnagar est située dans la péninsule de Kâthiâwar.
Comme à Pondichéry (ainsi que dans beaucoup d'autres villes indiennes), les quartiers ancien et nouveau sont très nettement séparés. La ville est un lieu incontournable car elle « allie » parfaitement modernité (le port) et ancienneté (le vieux bazar).
Par voie marine, la ville permet d'accéder rapidement à l'État du Maharashtra, en traversant le district de Navsari.

## Économie
Bhavnagar possède un aéroport (code IATA : BHU).

## Histoire
Cette ville portuaire a été fondée en 1723 par Bhavsinji Ratanji. En gujarati, « Bhavna » signifie « pensée » ou « méditation ». En rajoutant le suffixe « gar », on peut traduire Bhavnagar par « havre de paix » ou « ville sereine ».
Sur le territoire qui allait devenir celui de l'État de Bhavnagar existèrent les États de Sejakpur (1194-1240), de Ranipur (1254-1309), de Gogha (1309-1420), d'Umrala (1420-1570) et de Shihor (1570-1722).
L'État a subsisté jusqu'en 1948 puis a été intégrée au Gujarat.

### Dirigeants

#### ThakursSâhibs
- 1395 - 1445 : Sarangji (+1445), transfert sa capitale de Gogha à Umrala
- 1445 - 1470 : Shivdasji (+1470)
- 1470 - 1500 : Jetaji (+1500)
- 1500 - 1535 : Ramdasji (+1535)
- 1535 - 1570 : Sartanji (+1570)
- 1570 - 1600 : Visoji (+1600)
- 1600 - 1619 : Dhunaji (+1619)
- 1619 - 1620 : Ratanji Ier (+1620)
- 1620 - 1622 : Harbhamji (+1622)
- 1622 - 1636 : Govindji (+1636)
- 1636 - 1660 : Akherajji II (+1660)
- 1660 - 1703 : Ratanji II (+1703)
- 1703 - 1764 : Bhavsinhji Ier Ratanji (1683-1764), transfère sa capitale de Sihor à Bhavnagar
- 1764 - 1772 : Akherajji III Bhavsimhji (1714-1772)
- 1772 - 1816 : Wakhatsimhji Akherajji (1748-1816)
- 1816 - 1852 : Vijaysimhji Wakhatsimhji (1780-1852)
- 1852 - 1854 : Akherajji IV Bhavsimhji (1817-1854)
- 1854 - 1870 : Jashwantsimhji Bhavsimhji (1827-1870)
- 1870 - 1896 : Takhtsimhji Jashwantsimhji (en) (1858-1896)
- 1896 - 1917 : Bhavsimhji II Takhtsimhji (en) (1875-1919)

#### Mahârâjas/ Râos
- 1917 - 1919 : Bhavsimhji II Takhtsimhji (en)
- 1919 - 1948 Krishnakumarsimhji Bhavsimhji (en) (1912-1965)

#### Chefs de la Maison Royale de Bhavnagar (Mahârâjas / Râos titulaires)
- 1948 - 1965 : Krishnakumarsinmhji Bhavsimhji
- 1965 - 1994 : Virbhadrasinhji Krinshnakumarsimhji (1932-1994)
- 1994 - : Vijayarajsinhji Virbhadrasinhji, né en 1968